# Tacheles
Tacheles ook wel gespeld als tachles of taggeles (afgeleid van het Hebreeuwse woord תכלית, tachliet, doel, einde, grens) is een Jiddisch woord dat onder meer in het Nederlands en Duits is beland. Het betekent "doel, duidelijke, klare taal, onomwonden spreken". Iemand die tacheles spreekt, neemt geen blad voor de mond.
Van dit woord is baltacheles afgeleid, een praktisch, reëel mens.

## Zegswijzen
Het woord komt voor in de volgende Jiddische zegswijzen :
- Tachles reden.

Verstandig, zakelijk spreken, ter zake komen.
- Das is kein tachles.

Dat is niet praktisch/heeft geen praktische betekenis. Dat is geen verstandige taal.

## Internationaal gebruik
Hoewel het woord tacheles in het Nederlands-Jiddisch een bekend begrip is, is het nimmer in de Nederlandse taal opgenomen. In het Duits is het wel officieel in de taal opgenomen en gebruikt men ook de uitdrukking Tacheles reden. Als men zegt Lass uns mal Tacheles reden dan wordt gevraagd meteen tot de essentie te komen. Ook in New York, waar een grote joodse gemeenschap is gevestigd, wordt het woord tacheles gebruikt.

## Vernoemingen

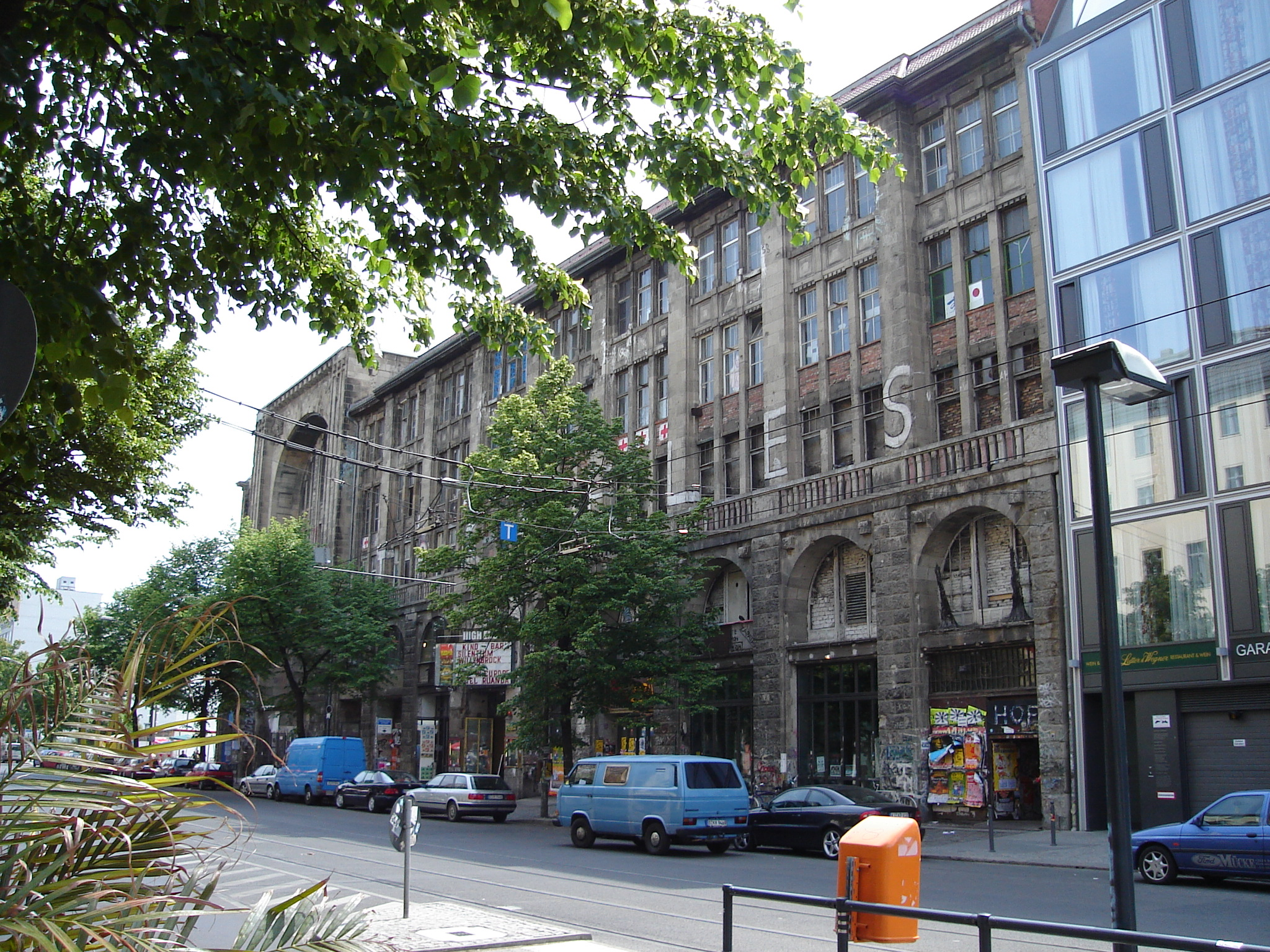
Kunsthaus Tacheles

- Het Kunsthaus Tacheles, een voormalig warenhuis dat begin 20e eeuw in Berlijn werd gebouwd, is vernoemd naar dit woord.
- In Zwitserland wordt een weekblad onder de naam Tachles uitgegeven. Het blad verschijnt in een oplage van ongeveer 7.000 exemplaren en bevat ook speciale edities en supplementen. Het magazine bestaat sinds 2001, toen de Jüdische Rundschau en het Israelitisches Wochenblatt met elkaar fuseerden.